# 鉄道敷設法別表第130号
鉄道敷設法別表第130号（てつどうふせつほうべっぴょうだい130ごう）は1922年（大正11年）4月11日に公布・施行された「鉄道敷設法」（大正11年法律第37号）別表に定められていた条文の一つ。

## 原文
- 胆振国八雲ヨリ後志国利別ニ至ル鉄道

## 現在の地名・地区名での表記
- 北海道二海郡八雲町八雲地区より北海道瀬棚郡今金町今金地区に至る鉄道

## 開業区間
- 全区間未開業

## 未開業区間
- 八雲 - 今金間

## 鉄道先行バス路線
なし。

## 近接するルートを通る民間路線バス
- 函館バス瀬棚号
  - 八雲駅前 - 今金間

## 並行道路
- 北海道道202号八雲停車場線
  - 北海道二海郡八雲町本町（JR北海道八雲駅） - 北海道二海郡八雲町本町（北海道道42号八雲北檜山線交点）間
- 北海道道42号八雲北檜山線
  - 北海道二海郡八雲町本町（北海道道202号八雲停車場線交点） - 北海道二海郡八雲町上八雲（北海道道263号八雲今金線交点）間
- 北海道道263号八雲今金線 
  - 北海道二海郡八雲町上八雲（＝北海道道42号八雲北桧山線交点） - 北海道二海郡八雲町上八雲（北海道道263号八雲今金線交点）間
- 北海道道263号八雲今金線
  - 北海道二海郡八雲町上八雲（北海道道42号八雲北桧山線交点） - 北海道瀬棚郡今金町字今金（国道230号交点）間

## その他・特記事項
- 「利別」は、北海道瀬棚郡今金町が町制を施行（1947年）する以前の村名、及び地区名。